# Triazol
El triazol, en anglès: Triazole en química es refereix tant a un parell de compostos químics isomèrics amb la fórmula molecular C₂H₃N₃, amb 5 membres d'anell de dos àtoms de carboni i tres àtoms de nitrogen.

## Isòmers
Els dos isòmers són:
- 1,2,3-Triazol

- 1,2,4-Triazol

## Derivats
El triazol antifúngic inclou als fluconazole, itraconazole, voriconazole, posaconazole.
Els fungicides triazols de protecció de les plantes inclouen a difenoconazol, paclobutrazole, epoxiconazole, triadimenole, propiconazole, ciproconazole, tebuconazole, flusilazole, penconazole